# God's Step Children
God's Step Children est un film américain réalisé par Oscar Micheaux, sorti en 1938.

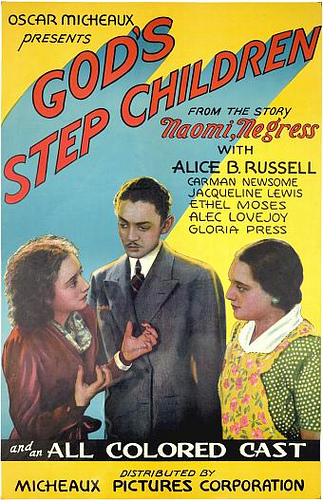
Affiche du film.

Micheaux revisite ici certains des thèmes qu'il avait abordé dans ses films précédents, à savoir les mariages mixtes, le métissage et les préjugés entre les noirs de différentes couleurs de peau.

## Synopsis
Naomi, une enfant métis à la peau claire, est abandonnée par sa mère et élevée par la vertueuse Mme Saunders. Lorsque son obsession pour la blancheur l'éloigne de ses origines, elle est envoyée au couvent. Éperdument amoureuse de son frère adoptif, Jimmie, Naomi consent à épouser son ami, mais sa peau plus foncée et ses manières grossières la rebutent. La boucle est bouclée lorsque Naomi abandonne son nouveau-né et tente de s'intégrer à la société blanche,.

## Fiche technique
- Réalisation : Oscar Micheaux
- Scénario : Alice B. Russell, Oscar Micheaux
- Producteur : Oscar Micheaux
- Photographie : Lester Lang (en)
- Montage : Patricia Rooney, Leonard Weiss
- Distributeur : Micheaux Pictures Corporation
- Durée : 70 minutes
- Date de sortie : 1938

## Distribution
- Jacqueline Lewis : Naomi enfant

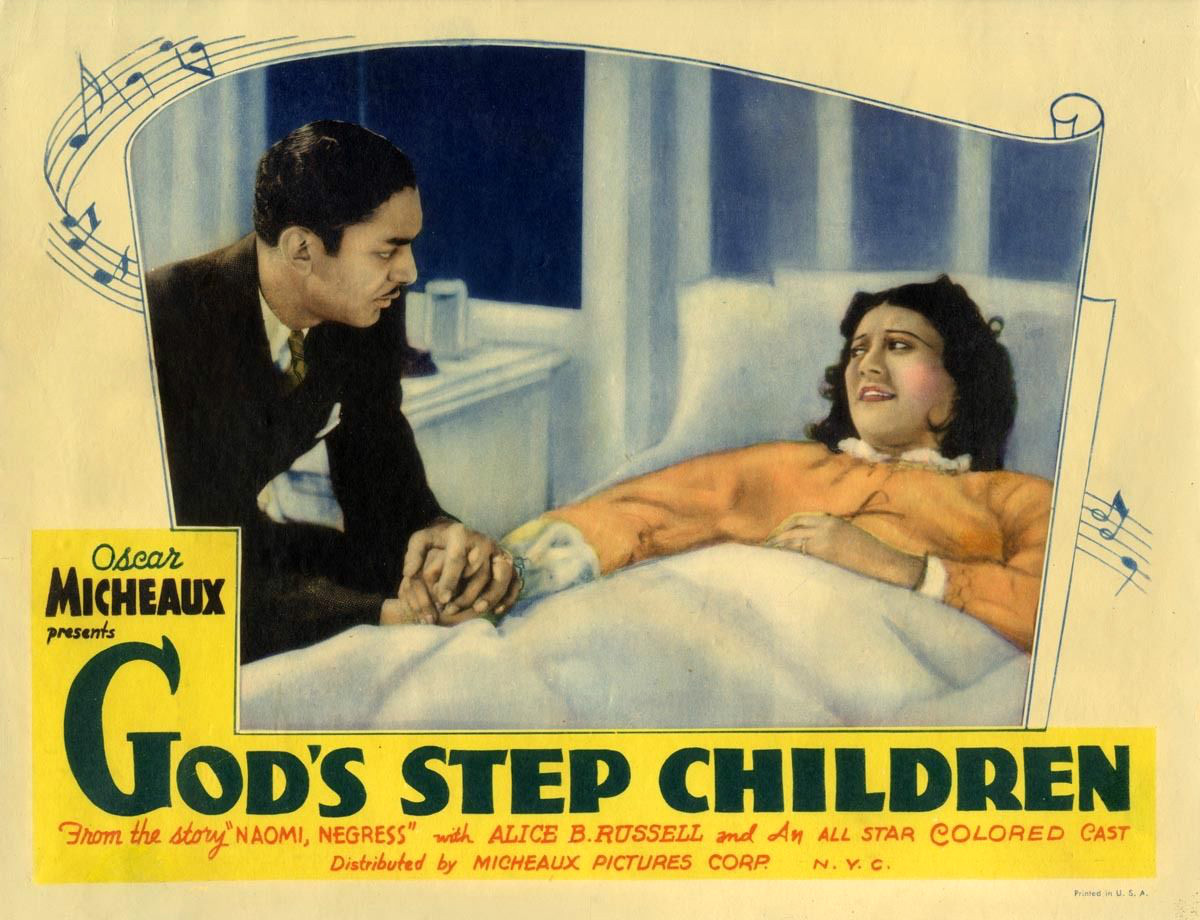
Lobby card

- Ethel Moses (en) : Mrs. Cushinberry / sa fille Eva
- Alice B. Russell : Mrs. Saunders
- Dorothy Van Engle (en) : mère de Naomi (non créditée)
- Trixie Smith : (scène coupée au montage, apparaît dans la bande annonce)
- Charles Thompson : Jimmie enfant
- Carman Newsome (en) : Jimmie adulte
- Gloria Press : Naomi adulte
- Alec Lovejoy : Ontrue Cowper
- Columbus Jackson : associé
- Laura Bowman (en) : tante Carrie
- Cherokee Thornton : Clyde Wade (non crédité)
- Sam Patterson : un banquier
- Charles R. Moore (en) : School Superintendent
- Consuelo Harris : danseuse
- Sammy Gardiner : danseur
- Leon Gross (en) : chef d'orchestre
- Dolly Jones (en) : extra